# Кастар (Охајо)
Кастар (енгл. Custar) град је у америчкој савезној држави Охајо.

## Демографија
По попису из 2010. године број становника је 179, што је 29 (-13,9%) становника мање него 2000. године.
| Група             | 2000.       | 2010.       |
| Белци             | 200 (96,2%) | 166 (92,7%) |
| Афроамериканци    | 0 (0,0%)    | 0 (0,0%)    |
| Азијати           | 0 (0,0%)    | 0 (0,0%)    |
| Хиспаноамериканци | 7 (3,4%)    | 11 (6,1%)   |
| Укупно            | 208         | 179         |